# Kudangwangi
Kudangwangi is een bestuurslaag in het regentschap Sumedang van de provincie West-Java, Indonesië. Kudangwangi telt 2426 inwoners (volkstelling 2010).